# Kennedia
Kennedia es un género de plantas con flores con 19 especies perteneciente a la familia Fabaceae. Es originario de Australia.

## Taxonomía
El género fue descrito por Étienne Pierre Ventenat y publicado en Jardin de la Malmaison, t. 104. 1805. La especie tipo es: Dicrocaulon pearsonii N.E. Br. 
Etimología
Kennedia: nombre genérico que fue nombrado por Étienne Pierre Ventenat en honor de John Kennedy, un socio de la firma de renombre de viveristas, Lee y Kennedy de Hammersmith, Londres.

## Especies
- Kennedia beckxiana F. Muell.
- Kennedia carinata (Benth.) Domin
- Kennedia coccinea Vent.
- Kennedia comptoniana (Andrews) Link
- Kennedia exaltata Bailey
- Kennedia eximia Paxton
- Kennedia glabrata Lindl.
- Kennedia macrophylla (Meissner) Benth.
- Kennedia microphylla Meissner
- Kennedia monophylla Vent.
- Kennedia nigricans Lindl.
- Kennedia procurrens Benth.
- Kennedia prorepens (F. Muell.) F. Muell.
- Kennedia prostrata R. Br.
- Kennedia retrorsa Hemsl.
- Kennedia retusa F. Muell.
- Kennedia rubicunda Vent.
- Kennedia splendens Meissner
- Kennedia stirlingii Lindl.